# Acalolepta oshimana
Acalolepta oshimana es una especie de escarabajo longicornio del género Acalolepta, tribu Monochamini, subfamilia Lamiinae. Fue descrita científicamente por Breuning en 1954.
Se distribuye por Japón. Mide aproximadamente 16,5-32 milímetros de longitud. El período de vuelo de esta especie ocurre entre junio y agosto.